# Municipalità distrettuale di ZF Mgcawu
La municipalità distrettuale di ZF Mgcawu (in inglese ZF Mgcawu District Municipality), già municipalità distrettuale di Siyanda, è una distretto del Sudafrica, situato nella provincia del Capo Settentrionale. In base al censimento del 2001 la sua popolazione è di 202 161 abitanti.
Il suo codice di distretto è DC08. La sede amministrativa e legislativa è la città di Upington e il suo territorio si estende su una superficie di 103 771 km².

## Geografia fisica

### Confini
La municipalità distrettuale di ZF Mgcawu confina a nord con il Botswana, a est con quelle di Kgalagadi e Frances Baard, a est e a sud con quella di Pixley ka Seme, a sud e a ovest con quella di Namakwa e a ovest con la Namibia.

### Suddivisione amministrativa
Il distretto è suddiviso in 5 municipalità locali:
- !Kai! Garib;
- Kgatelopele;
- !Kheis;
- Tsantsabane;
- Dawid Kruiper (costituitasi nel 2016 dalla fusione di due distinte municipalità locali, Khara Hais e Mier).